# عامریه، الباب
عامریه (به عربی: العامریة) یک روستا در سوریه است که در ناحیه الراعی واقع شده‌است. عامریه ۸۸۱ نفر جمعیت دارد.